# Diaphus theta
Diaphus theta és una espècie de peix de la família dels mictòfids i de l'ordre dels mictofiformes.

## Morfologia
- Els mascles poden assolir 11,4 cm de longitud total.
- Nombre de vèrtebres: 34-36.[4][5]

## Reproducció
És ovípar amb larves i ous planctònics.

## Alimentació
Menja eufausiacis, copèpodes i amfípodes.

## Depredadors
Als Estats Units és depredat per Thunnus alalunga.

## Hàbitat
És un peix marí i d'aigües profundes que viu fins als 3400 m de fondària.

## Distribució geogràfica
Es troba al Pacífic (incloent-hi Califòrnia, Hawaii i el Japó).